# 本願寺鷺森別院
本願寺鷺森別院（ほんがんじさぎのもりべついん）は、和歌山県和歌山市鷺ノ森にある浄土真宗本願寺派の寺院。本山西本願寺の別院。山号は龍谷山。本尊は阿弥陀如来。鷺ノ森御坊、雑賀御坊とも呼ばれる。住職は浄土真宗本願寺派門主が兼ねるが、別院輪番が置かれて実務を主管している。

## 歴史
寺に伝わる元禄6年（1693年）に成立した『鷺森旧事記』によれば、当院は文明8年（1476年）10月に、紀伊国冷水浦（しみずうら、現・和歌山県海南市冷水）に建てられた冷水道場（現・了賢寺）をその前身とする。冷水浦の喜六大夫は、熊野参詣の途上で冷水浦を訪れた本願寺の蓮如に帰依し、蓮如から了賢という法名と親鸞・蓮如連座の画像（二尊像）を得、冷水道場を建立したという。なお、史実としては蓮如が文明8年に熊野参詣をしたという事実はなく、鷺森別院に現存する二尊連座像に文明8年の蓮如自筆裏書があることから、上述の伝承が生じたものと推定されている。
文明18年（1486年）3月には、蓮如が紀伊国に下向し冷水道場に宿泊している。これ以降冷水道場を中心として本願寺の教勢は拡大していった。
当院はその後、永正4年（1507年）に名草郡黒江（現・海南市黒江の浄国寺）に、天文19年（1550年）には和歌浦弥勒寺山（現・和歌山市の弥勒寺山城跡）に、次いで永禄6年（1563年）に現在地である雑賀庄鷺森に移転し鷺ノ森御坊と呼ばれるようになった。
天正8年（1580年）3月、織田信長と石山合戦の和議に応じた本願寺門主顕如が、大坂本願寺を退出して当寺へ入っている。それにより、当院は名称を鷺ノ森御坊から鷺ノ森本願寺とし、浄土真宗本願寺派の中心寺院となった。しかし、天正11年（1583年）7月に顕如が貝塚本願寺（現・願泉寺）へ移ると、再び名称は鷺ノ森御坊に戻された。
天正13年（1585年）に行われた羽柴秀吉による紀州征伐の後、当院は急速に衰退した。
江戸時代には紀州門徒の支援によって、享保8年（1723年）3月に本堂が再建され、明和5年（1768年）に再興がなされたが、太平洋戦争中の1945年（昭和20年）7月9日の和歌山大空襲によって焼失した。
1948年（昭和23年）に本堂が再建されるが老朽化したため、1994年（平成6年）10月に現在の本堂が建てられた。

## 境内

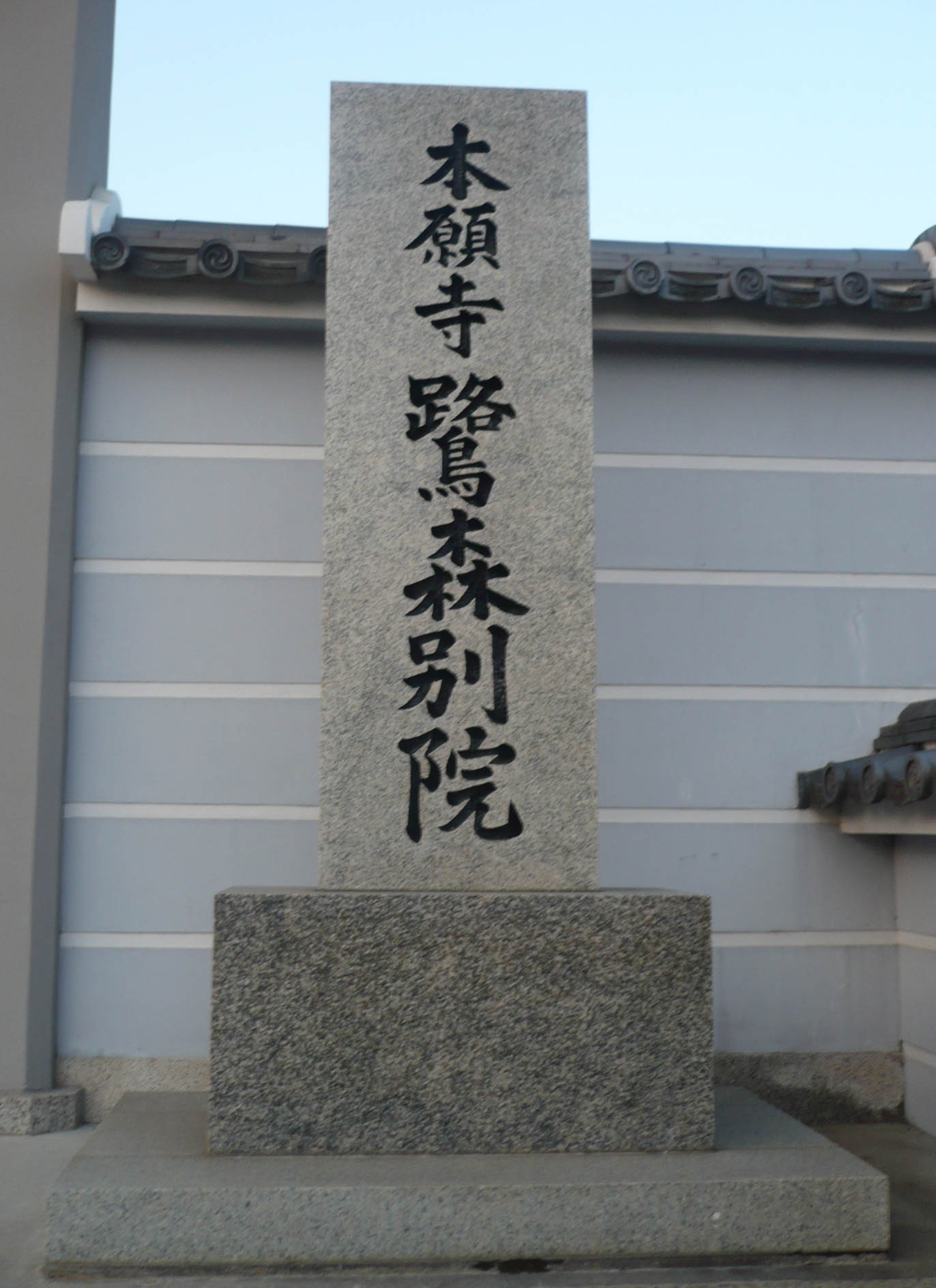
本願寺鷺森別院の石標

- 本堂 - 1994年（平成6年）10月再建。2階が本堂で、1階が寺務所となっている。
- 土蔵
- 山門
- 鷺森幼稚園 - 鷺森別院内にある幼稚園。1926年（大正15年）創立。

## 主な行事
- 5月13日 - 二尊会。親鸞と蓮如の浄土真宗本願寺派の二尊連座像を本尊とする法会。

## 関連施設
- 日高別院 - 和歌山県御坊市御坊100にある別院。

## 所在地
- 〒640-8053
- 和歌山県和歌山市鷺ノ森1

## 交通アクセス
- 南海電鉄和歌山市駅から徒歩約5分
- 和歌山バス宇治停留所から徒歩約2分

## 外部サイト
- 本願寺鷺森別院
- 本願寺鷺森別院周辺地図/YAHOO！地図情報